# (200035) 2007 RZ71
(200035) 2007 RZ71 es un asteroide que forma parte de los asteroides troyanos de Júpiter, descubierto el 10 de septiembre de 2007 por el equipo del Spacewatch desde el Observatorio Nacional de Kitt Peak, Arizona, Estados Unidos.

## Designación y nombre
Designado provisionalmente como 2007 RZ71.

## Características orbitales
2007 RZ71 está situado a una distancia media del Sol de 5,231 ua, pudiendo alejarse hasta 5,555 ua y acercarse hasta 4,907 ua. Su excentricidad es 0,062 y la inclinación orbital 12,64 grados. Emplea 4370,45 días en completar una órbita alrededor del Sol.

## Características físicas
La magnitud absoluta de 2007 RZ71 es 13,1. Tiene 12613 km de diámetro y su albedo se estima en 0,07.